# Station Rawicz
Station Rawicz is een spoorwegstation in de Poolse plaats Rawicz.